# 겔리메르

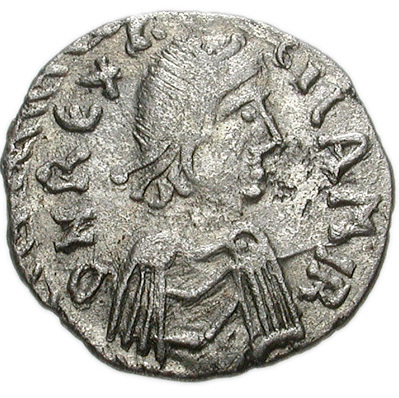
겔리메르의 형상을 입힌 50 데나리우스 동전

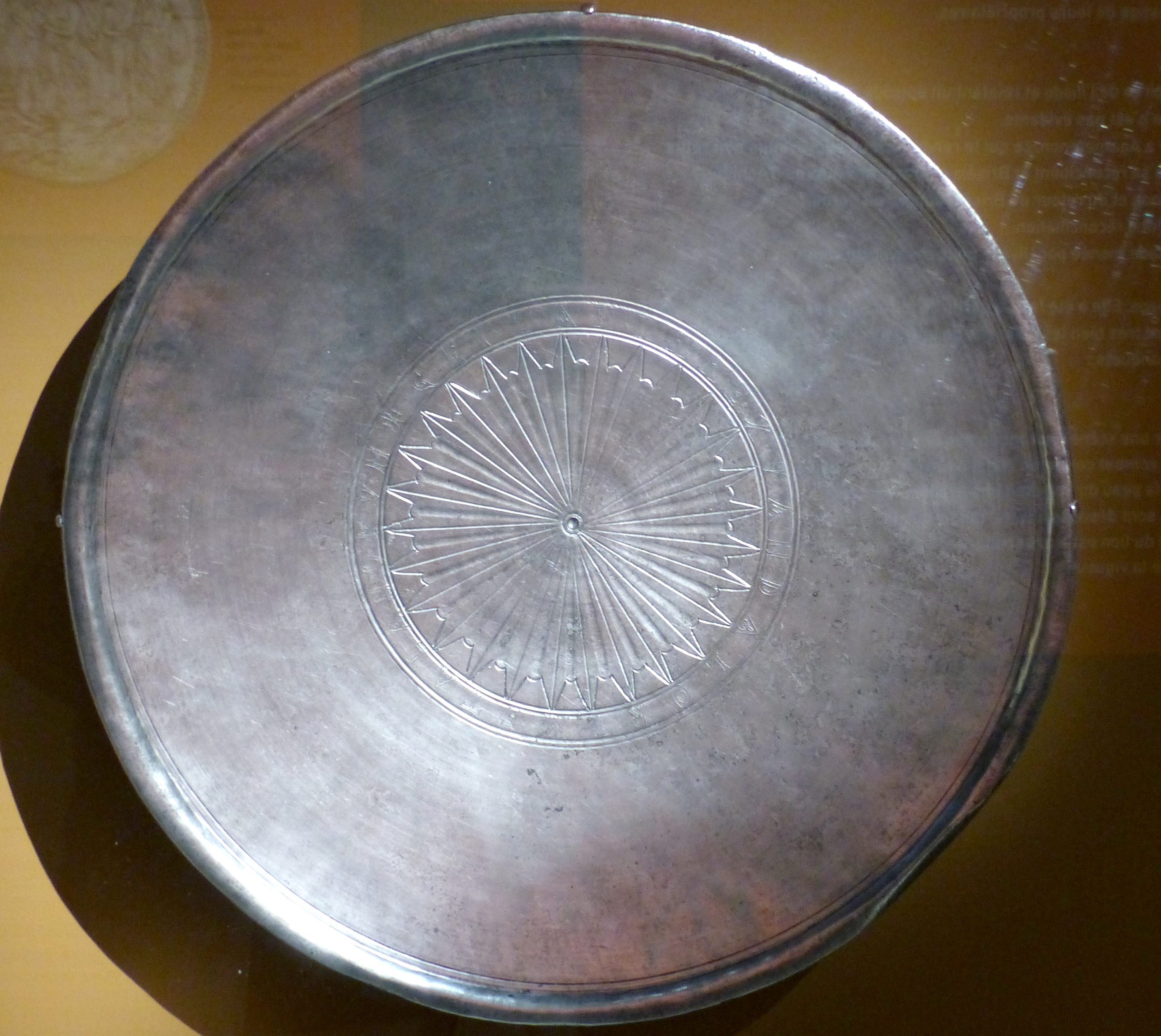
겔리메르 은색 그릇 (프랑스 국립도서관)

겔리메르(Gelimer, 480년 ~ 553년, 원래 형태는 Geilamir로 추정)는 북아프리카 반달왕국의 마지막 왕(재위 기간 530년 ~ 534년)이다. 530년 6월 15일, 이 당시 반달족 대부분이 아리우스 기독교인이었던 상황에서 칼케돈 기독교로 개종함으로써 반달족을 화나게 한 힐데릭이 폐위되자 겔리메르가 통치자가 되었다. 힐데릭을 지지했던 유스티니아누스 1세가 힐데릭을 복원시키기 위해 곧 반달족에 전쟁을 선언하였다. 534년 3월, 추종자들과 추종자들의 자식들이 굶게 되어 겔리메르가 자신의 왕국을 다시 차지할 가능성이 없게 되자, 겔리메르는 로마제국 유스타니아누스 1세가 북아프리카 평정을 위해 파견한 벨리사리우스 장군에게 항복하였다. 항복 당시 로마 측에서 소아시아 갈락티아 지역에 위치한 영지를 제공하였으며, 그곳에서 말년을 지내다 자연사하였다.

## 참고 문헌
- Hodgkin, Thomas. Italy and her Invaders. Clarendon Press: 1895.